# Amphiprion biaculeatus
Espèce
Amphiprion biaculeatus, communément appelé le Poisson-clown à joues épineuses, est une espèce de poissons marins de la famille des Pomacentridae. Elle figure parmi les espèces les plus grandes de poissons clowns et, en milieu naturel, trouve abri uniquement dans l'anémone de mer Entacmaea quadricolor.

## Description
Ce poisson de couleur marron-rouge et il possède une épine derrière les yeux qui est un caractère distinctif. Il mesure 15 cm.

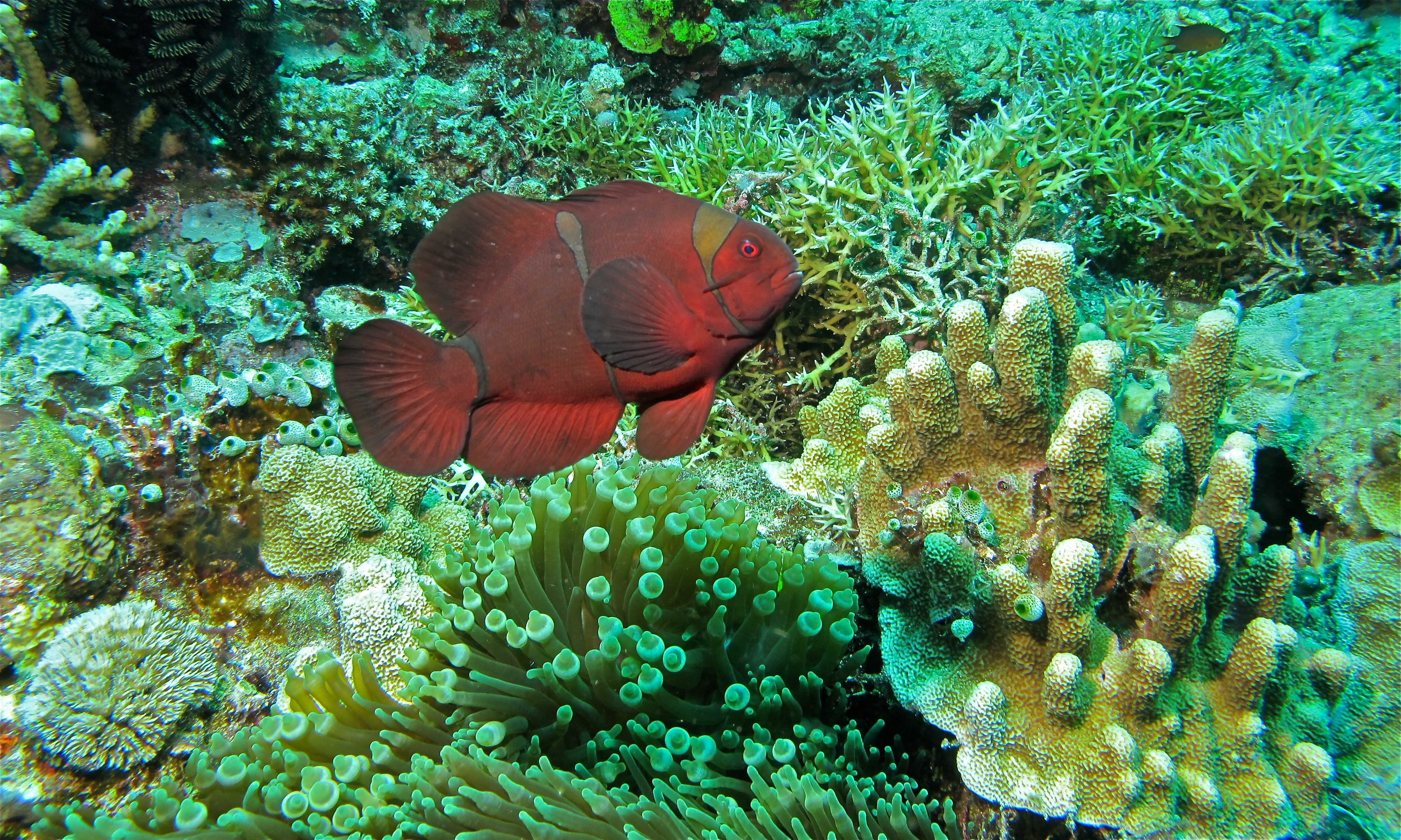
Amphiprion biaculeatus (Sulawesi, Indonésie)

## Écologie et comportement

### Mutualisme avec les anémones de mer

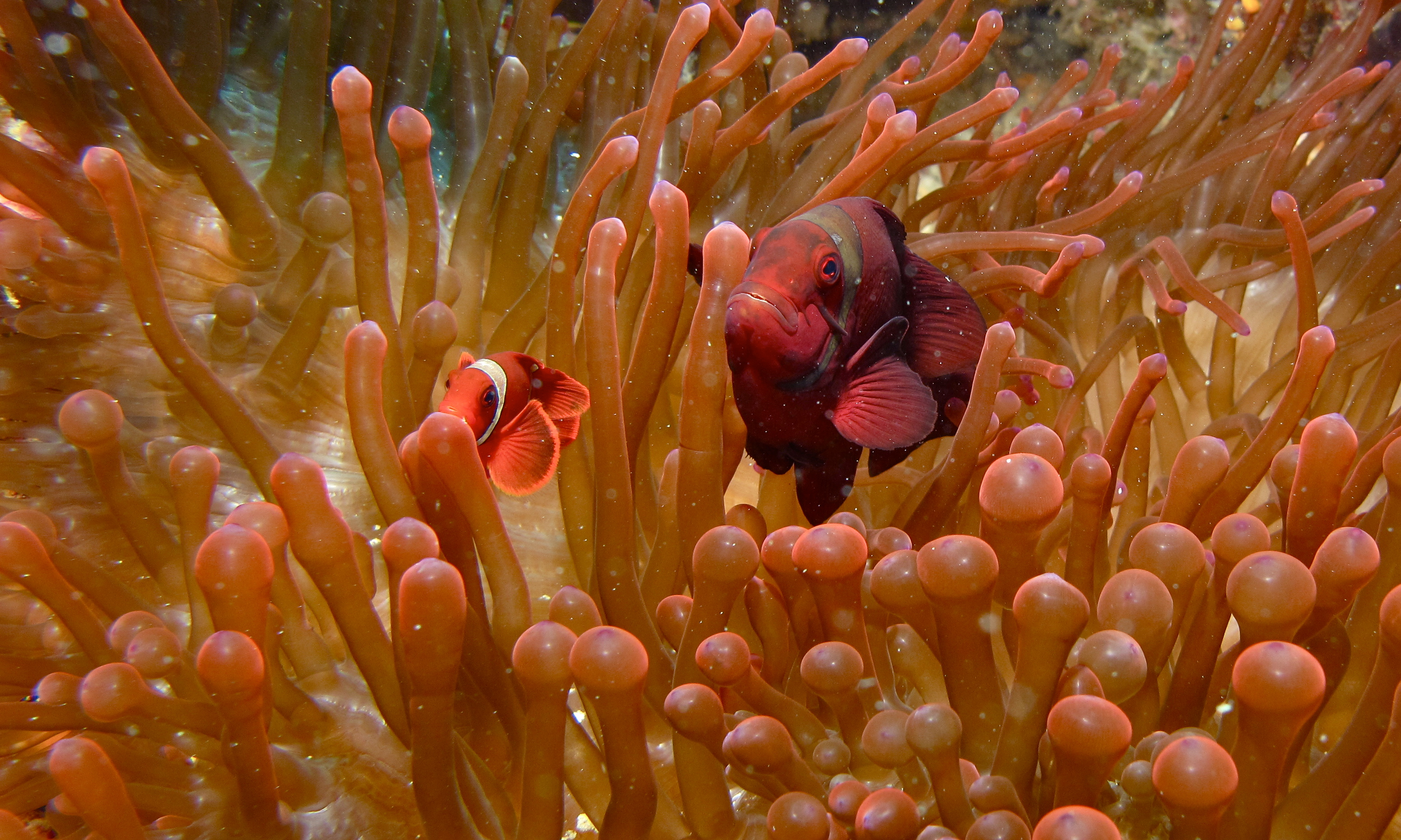
Amphiprion biaculeatus dans une anémone Entacmaea quadricolor (Sipadan, Malaisie).

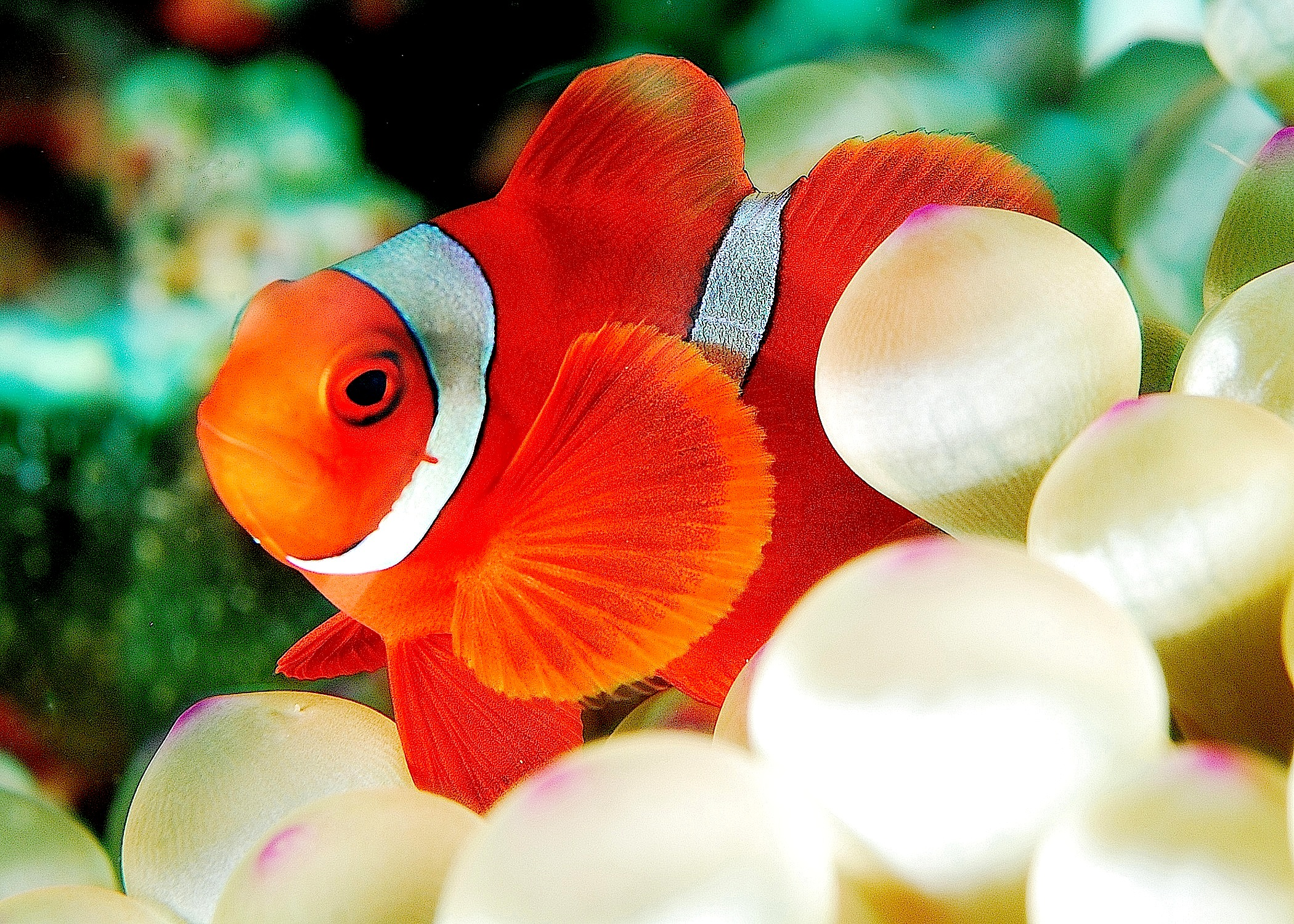
Amphiprion biaculeatus juvénile s'abritant dans les tentacules d’Entacmaea quadricolor.

Comme les autres espèces de poissons-clowns, Amphiprion biaculeatus vit en interaction avec des anémones de mer. Il ne s'associe cependant qu'avec l'espèce Entacmaea quadricolor, généralement dans sa forme solitaire.

## Distribution
Amphiprion biaculeatus est présent depuis l'archipel indomalais jusqu'au nord du Queensland.

## Taxinomie
Au niveau de la classification scientifique des espèces, le Poisson-clown à joues épineuses fait partie des poissons osseux de la classe des actinoptérygiens ou poissons à nageoires rayonnées, et de la famille des poissons-demoiselles, les Pomacentridae. Il a longtemps été considéré comme le seul représentant d’un genre à part, Premnas Cuvier, 1817, qui formait avec Amphiprion Bloch & Schneider, 1801 la sous-famille des Amphiprioninae dans des familles des Pomacentridés.
En 2001, Kevin L. Tang (d) a confirmé que la sous-famille des Amphiprioninae est monophylétique. Le genre Premnas a été fusionné à Amphiprion, et est considéré comme un synonyme plus récent,.

### Synonymes

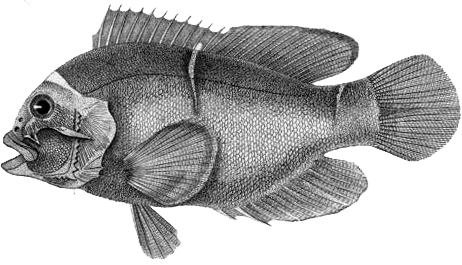
Illustration d’Amphiprion biaculeatus (Bloch, 1790) dans Histoire naturelle des poissons (1830) de Cuvier avec comme légende Premnade à demi ceinture Premnas semicinctus.

Amphiprion biaculeatus (Bloch, 1790) présente plusieurs synonymes considérés comme non valides :
- Chaetodon biaculeatus Bloch, 1790 (protonyme)
- Holocentrus sonnerat Lacepède, 1802
- Lutianus trifasciatus Schneider, 1801
- Premnas biaculeatus (Bloch, 1790)
- Premnas epigrammata Fowler, 1904
- Premnas gibbosus Castelnau, 1875
- Premnas semicinctus Cuvier, 1830
- Premnas unicolor Cuvier, 1829
- Sargus ensifer Gronow, 1854

#### GenrePremnas
- (en) Animal Diversity Web : Premnas
- (en) FishBase : liste des espèces du genre Premnas (site miroir)
- (fr + en) ITIS : Premnas Cuvier, 1816[N 1]
- (en) NCBI : Premnas (taxons inclus)

#### EspèceAmphiprion biaculeatus
- (en) Animal Diversity Web : Premnas biaculeatus
- (en) Catalogue of Life : Premnas biaculeatus (Bloch, 1790) (consulté le 15 décembre 2020)
- (en + fr) FishBase : espèce Premnas biaculeatus (Bloch, 1790) (+ traduction) (+ noms vernaculaires 1 & 2)
- (fr + en) ITIS : Premnas biaculeatus (Bloch, 1790)
- (en) NCBI : Premnas biaculeatus (taxons inclus)
- (en) WoRMS : espèce Premnas biaculeatus (Bloch, 1790)